# Tibor Joza
Tibor Brink Joza (Halmstad, 10 agosto 1986) è un ex calciatore svedese di origine ungherese, di ruolo difensore.

## Carriera

### Club
È cresciuto nelle giovanili di due club della cittadina di Halmstad, l'IF Leikin e la principale squadra locale, l'Halmstads BK. Tra il 2006 e il 2007 ha collezionato le sue prime sette presenze in Allsvenskan.
Complice lo scarso spazio a disposizione, prima della stagione 2008 si è legato al Falkenberg nel campionato di Superettan, rimanendovi per tre anni. Dal 2011 è tornato a calcare i campi dell'Allsvenskan con l'ingaggio da parte dell'Häcken, durato fino al termine della stagione 2013 quando la società giallonera ha scelto di non proporgli un'estensione contrattuale.
Nel frattempo il Falkenberg aveva appena conquistato la prima promozione nella massima serie, e Joza si è unito alla sua vecchia squadra. Nell'anno del ritorno in maglia gialla, tuttavia, ha trascorso una metà di stagione con 6 presenze in campionato e l'altra metà (da luglio) in prestito all'Öster nel campionato di Superettan. Rientrato alla base, nel 2015 ha giocato 18 partite, tutte da titolare. Ha rinnovato sia per la stagione 2016 che per i due anni successivi, poi nel marzo del 2018 è stato nominato nuovo capitano della squadra a seguito del ritiro di David Svensson. Nel maggio dello stesso anno ha firmato un rinnovo fino alla fine del 2020. Il campionato 2020, che ha visto il Falkenberg retrocedere in Superettan, è stato l'ultimo della carriera professionistica di Joza, che ha annunciato il ritiro dal calcio giocato nel dicembre del 2020.

### Nazionale
L'unica presenza di Joza con la Nazionale svedese Under-21 risale all'incontro amichevole del 27 marzo 2007 perso 2-1 a Malta contro i pari età locali.